# Maianthemum stellatum
Maianthemum stellatum là một loài thực vật có hoa trong họ Măng tây. Loài này được (L.) Link mô tả khoa học đầu tiên năm 1821.

## Hình ảnh

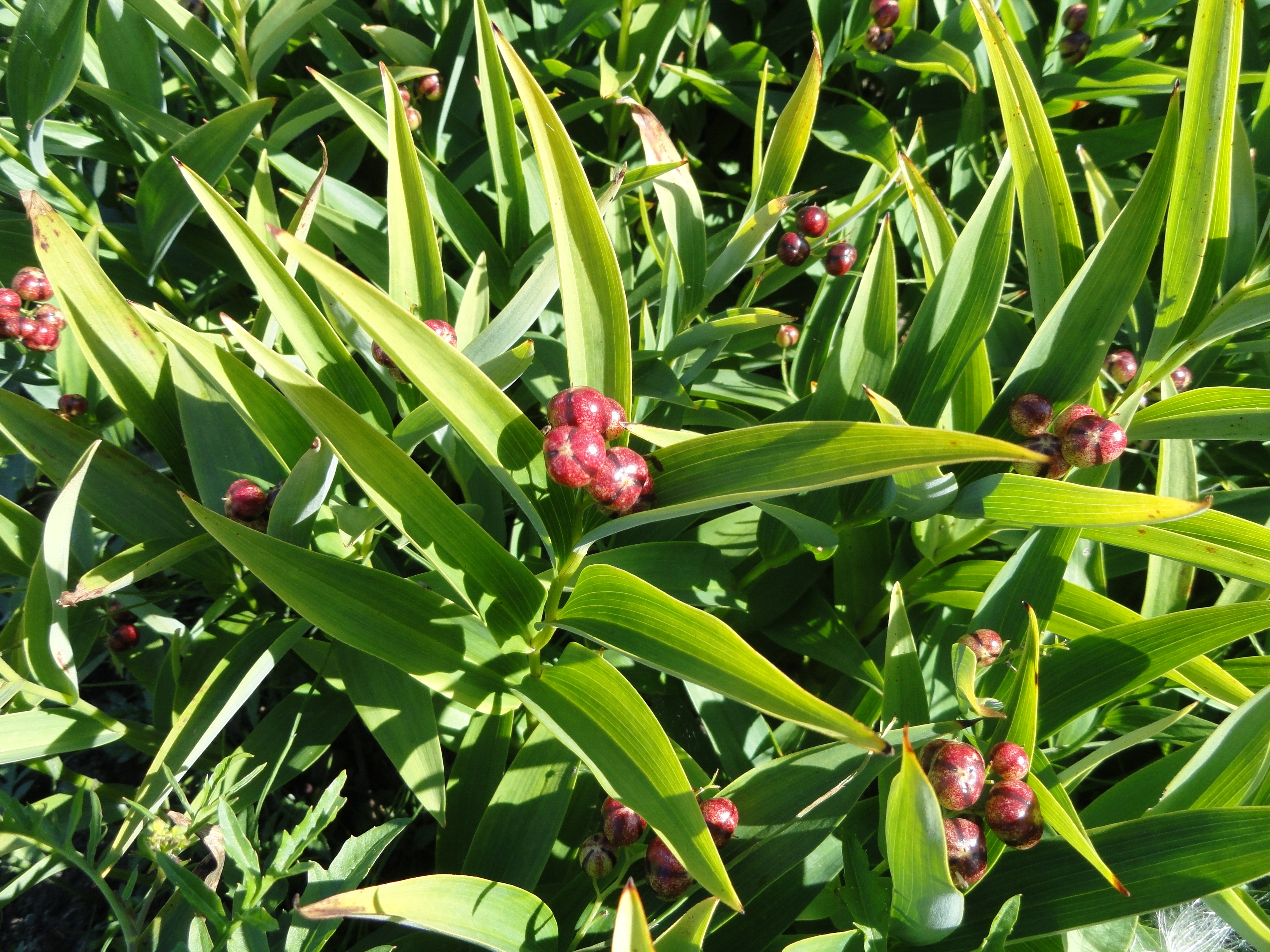
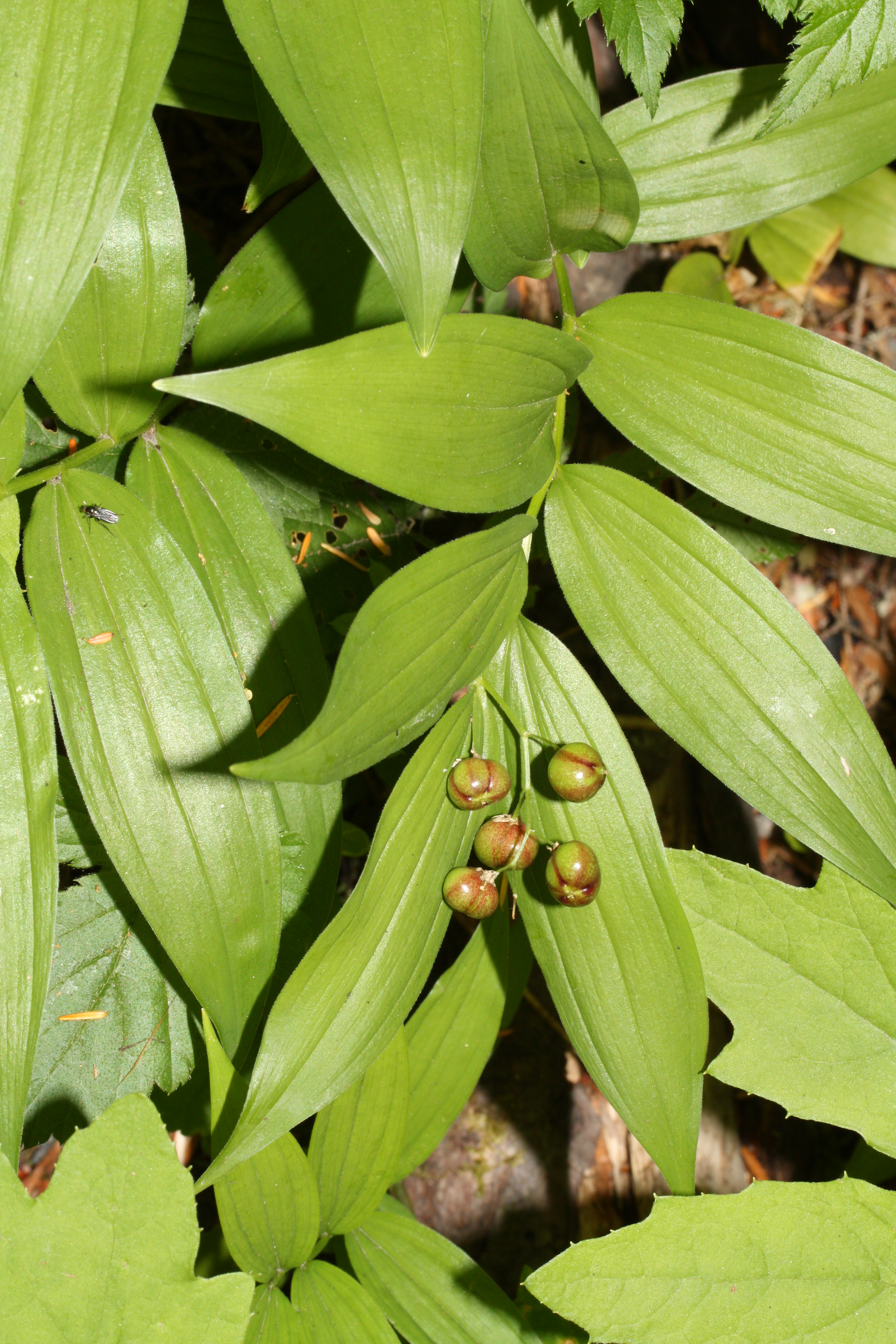
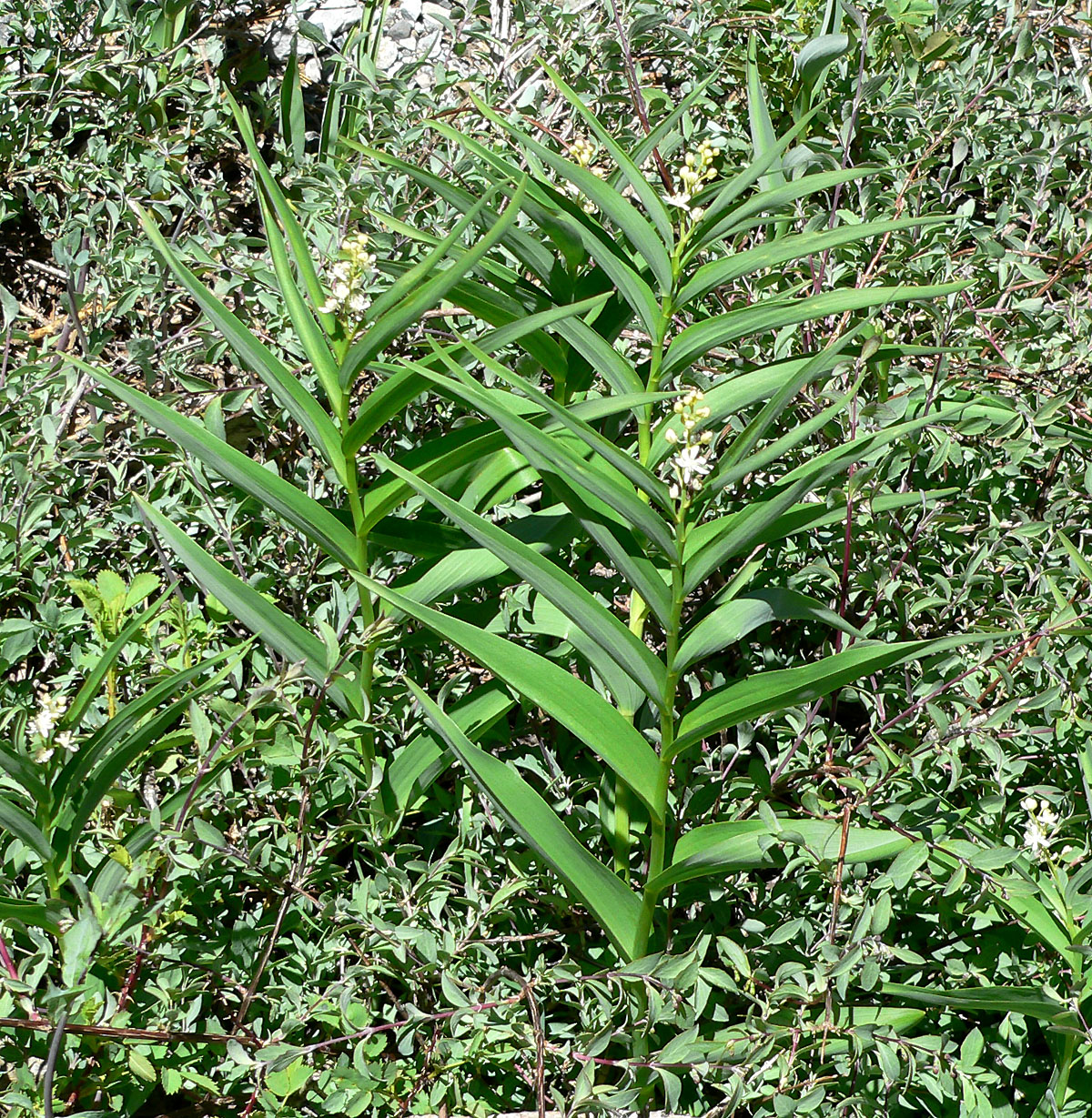
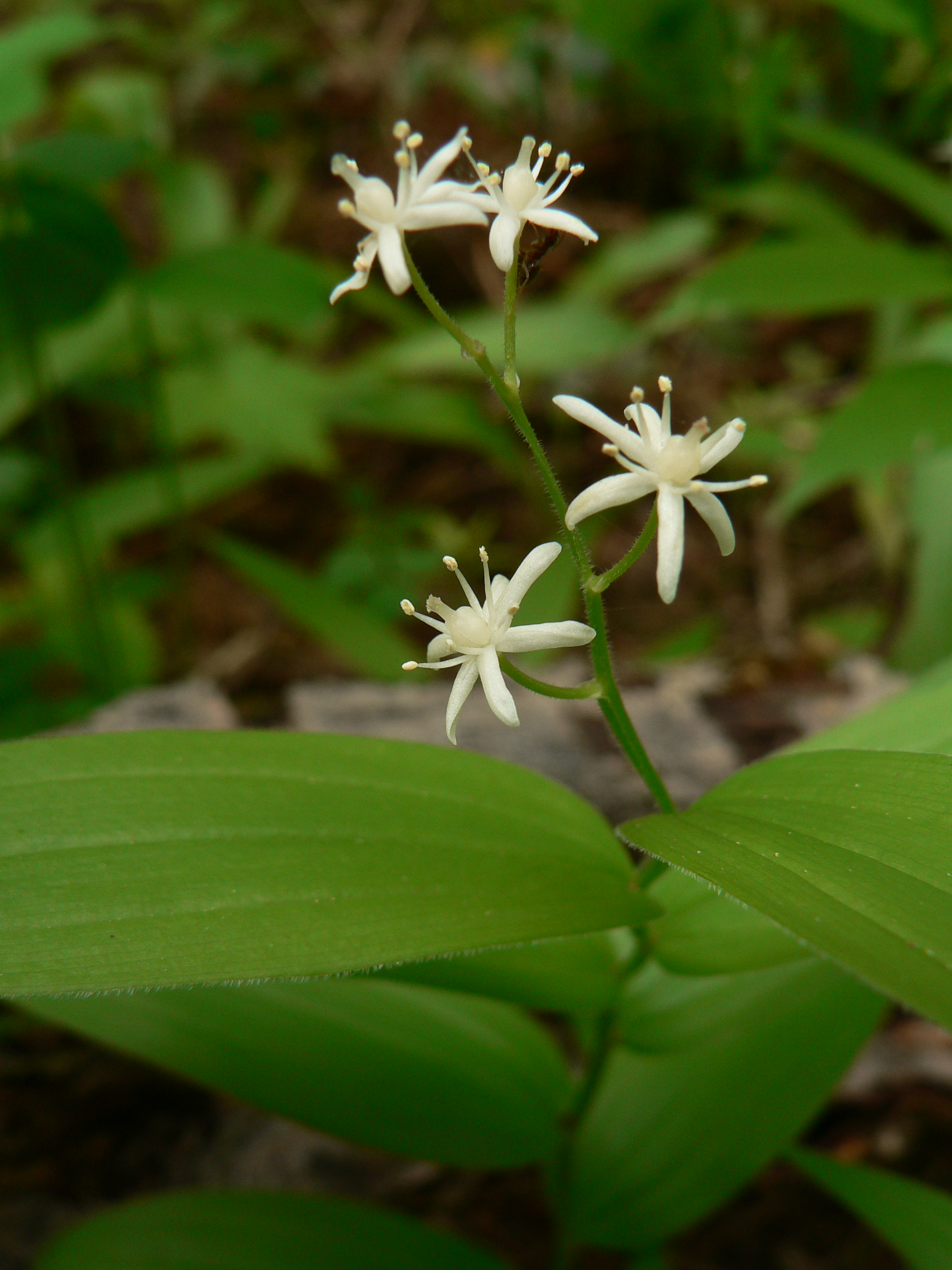